# Joseph-von-Görres-Preis
Der von der Stiftung F.V.S. (seit 1994 Alfred Toepfer Stiftung F. V. S.) 1935 gestiftete Joseph-von-Görres-Preis war bestimmt für das deutsche Sprachgebiet am Mittel- und Niederrhein (einschließlich Lothringen, Luxemburg und Ostbelgien). Die Verleihung erfolgte durch die Rheinische Friedrich-Wilhelms-Universität Bonn.

## Kuratorium
- Ernst Bertram
- Kurt Kölsch
- Hans Naumann (V)
- Karl Justus Obenauer
- Friedrich Pietrusky
- Louis Pinck
- Hermann Pongs
- Martin Spahn
- Alfred Stange
- Heinz Steguweit
- Franz Steinbach
- Nikolaus Welter

## Preisträger
- 1936 Louis Pinck, Pfarrer, Volksliedforscher
- 1937 Nikolaus Welter, Schriftsteller, Schulbeamter[1]
- 1938 Heinrich Bischoff, Germanist und Literaturkritiker
- 1939 Ernst Bertram, Germanist, Schriftsteller
- 1940 Nikolaus Warker, Gymnasiallehrer
- 1941 Paul Clemen, Kunsthistoriker
- 1942 Adolf von Hatzfeld, Schriftsteller